# 900호대 증기 기관차
900호대 증기 기관차는 대한민국에서 운행한 협궤 증기 기관차이다. 1937년 일본 기샤가이샤(汽車會社)와 니혼샤료(日本車輛)에서 15량을 제작하였다.

## 보존
- 혀기7-7형: 인천광역시 남동구 소래역사관 앞. 그 전에는 인천 남동구청 앞 담방문화근린공원에 있었으나, 옮겨 왔다.
- 혀기11-12호: 경기도 용인시 처인구 포곡읍 삼성화재교통박물관.
- 혀기11-13호: 경기도 의왕시 철도박물관.
- 혀기11-14형: 강원도 평창군 대관령면 용평리조트.

## 사진

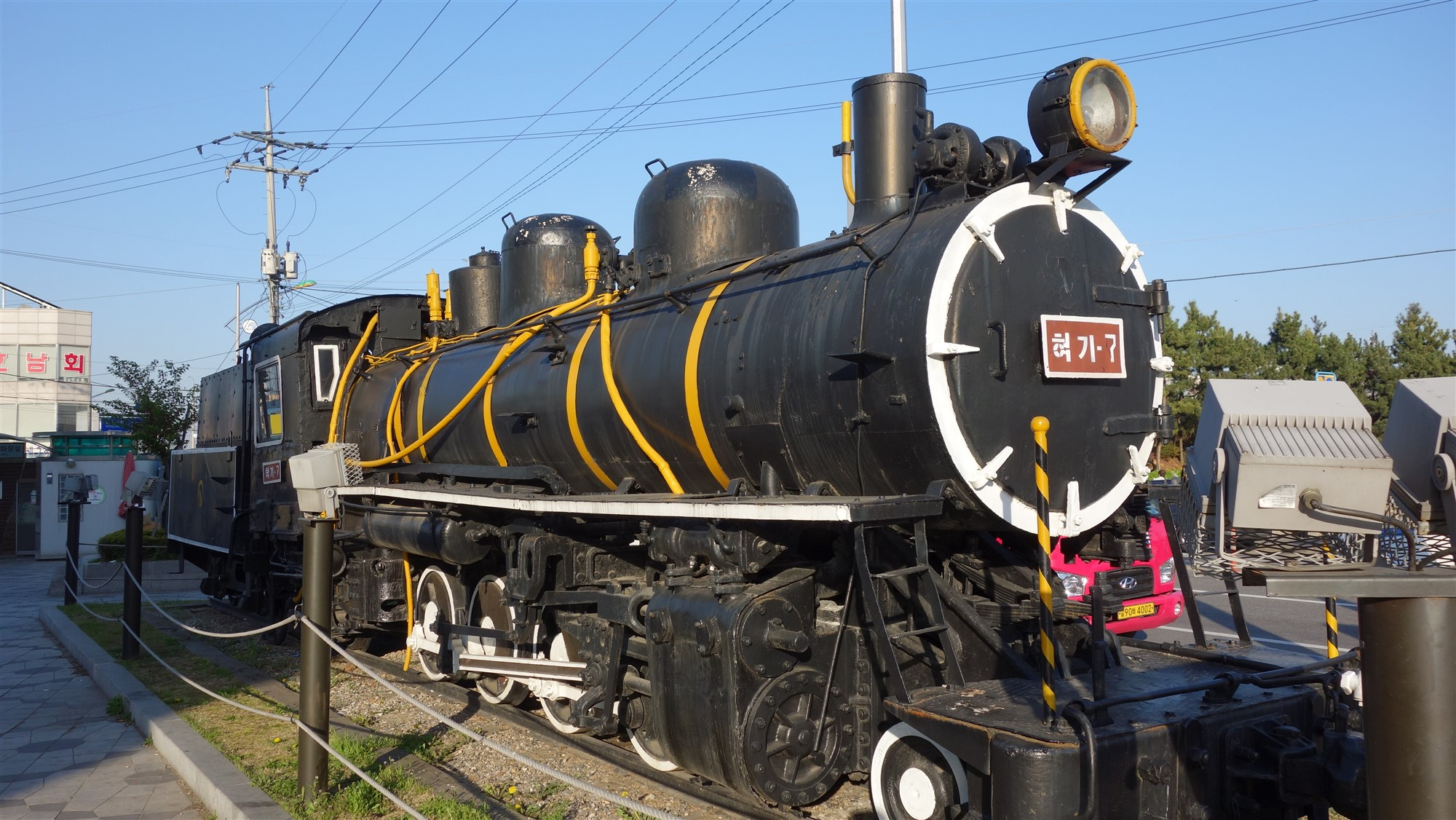
혀기7형 증기 기관차
혀기11형 12호
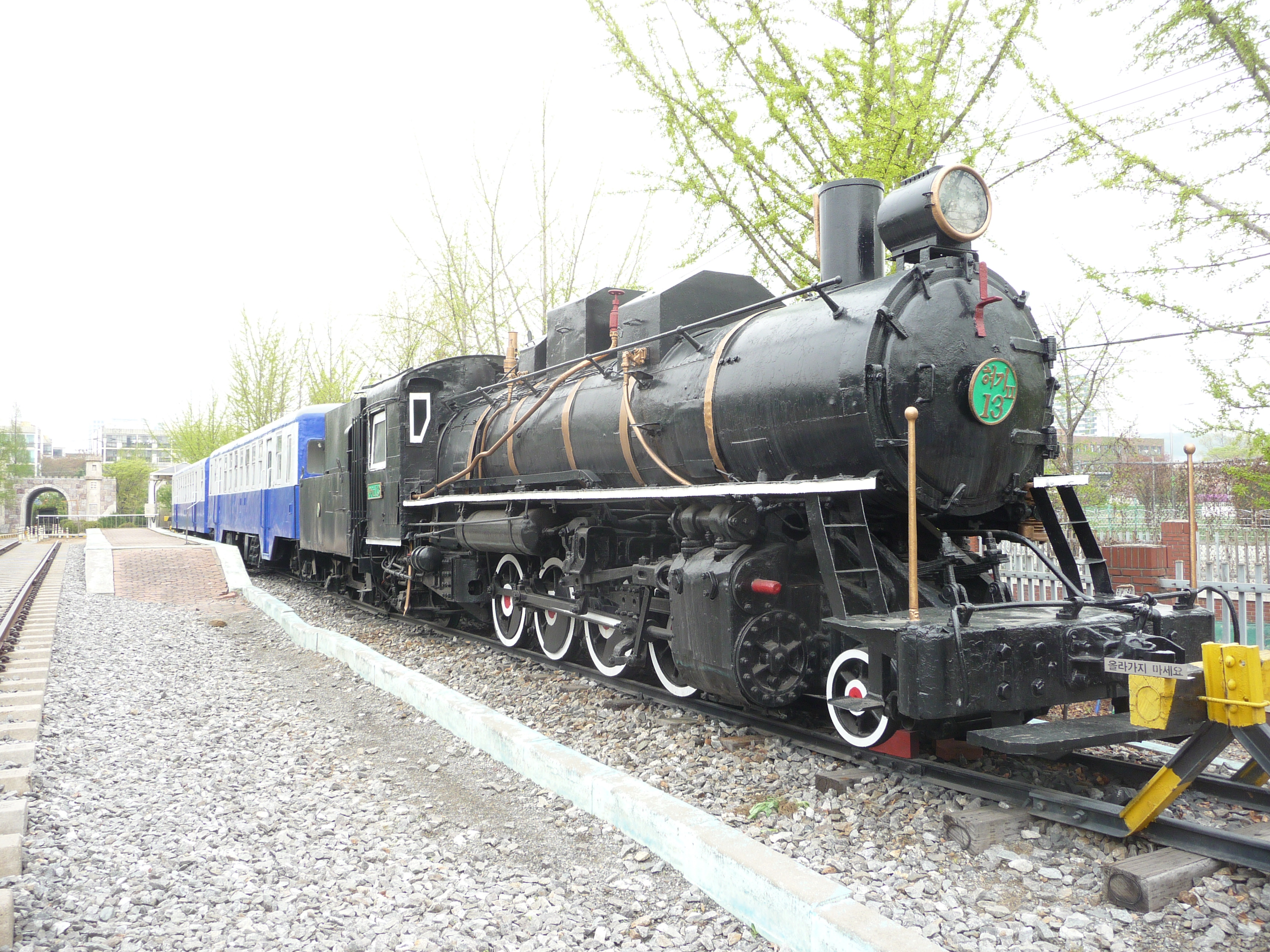
혀기11형 13호
혀기11형 14호